# Giessbachtunnel
Der Giessbachtunnel ist ein Strassentunnel und gehört zu der Autostrasse A8, welche Spiez im Kanton Bern mit Luzern verbindet. Er führt entlang des Brienzersees.

## Geschichte
Das Bauwerk wurde 1988 fertiggestellt. Parallel zur Hauptröhre wurde bis 2016 ein Sicherheitsstollen gebaut. Anschliessend folgt ein Erhaltungsprojekt, welches ab 2017 bis 2021 umgesetzt wurde.